# بيلي ويلكنسون
بيلي ويلكنسون (بالإنجليزية: Billy Wilkinson)‏ (4 أبريل 1951 - ) هو مدرب كرة قدم ولاعب كرة قدم بريطاني في مركز الدفاع. لعب مع نادي دمبرتون ونادي ألوا أثليتيك.

## وصلات خارجية
- بيلي ويلكنسون على موقع قاعدة بيانات كرة القدم.إي يو (الإنجليزية)